# Catedral de Nuestra Señora de Fátima (Benguela)
La Catedral de Nuestra Señora de Fátima o simplemente Catedral de Benguela (en portugués: Sé Catedral de Nossa Senhora de Fátima) es el nombre que recibe un edificio religioso de la Iglesia católica que se encuentra en Benguela, en el país africano de Angola y sirve como la catedral de la diócesis de Benguela.
La iglesia de Nuestra Señora de Fátima ha sustituido a la antigua iglesia del mismo nombre en 1963 y fue elevada a la condición de catedral de diócesis en 1970. La construcción fue supervisada por el pastor Teixeira Neves, con el diseño de Mario de Oliveira, inspirada en la catedral de Sumbe. La iglesia es la parroquia más grande en la ciudad y es un edificio de hormigón de planta rectangular, cubierta por un techo muy empinado.